# Еугениуш Ткачишин-Дицки
Еугѐниуш Ткачѝшин-Дѝцки (на полски: Eugeniusz Tkaczyszyn-Dycki) е полски поет и прозаик, един от важните творци от младото поколение в полската литература. Лауреат е на няколко литературни награди, в това число и най-престижната полска литературна награда – Нике. Превеждан е на английски, немски, словенски и италиански език.

## Биография
Роден на 12 ноември 1962 г. в село Волка Кровицка, близо до град Любачов, Югоизточна Полша, в полско-украинско семейство. Завършва полска филология в Люблинския университет „Мария Склодовска-Кюри“, след което защитата докторантура в Люблинския католически университет. Днес живее във Варшава.

## Творчество
Ткачишин-Дицки започва да пише в ранна възраст. Прави своя литературен дебют през 1990 г. с издаването на стихосбирката „Неня и дриги стихотворения“ (на полски: Nenia i inne wiersze).

### Произведения
Ткачишин-Дицки е автор на редица стихосбирки и една прозаична творба.

#### Стихосбирки
- Nenia i inne wiersze (Люблин, 1990)
- Peregrynarz (Варшава, 1992)
- Młodzieniec o wzorowych obyczajach (Варшава, 1994)
- Liber mortuorum (Люблин, 1997)
- Kamień pełen pokarmu. Księga wierszy z lat 1987 – 1999 (Изабелин, 1999)
- Przewodnik dla bezdomnych niezależnie od miejsca zamieszkania (Легница, 2000)
- Daleko stąd zostawiłem swoje dawne i niedawne ciało (Краков, 2003)
- Przyczynek do nauki o nieistnieniu (Легница, 2003)
- Dzieje rodzin polskich (Варшава, 2005)
- Poezja jako miejsce na ziemi [wybór z lat 1989 – 2003] (Вроцлав, 2006)
- Piosenka o zależnościach i uzależnieniach (Вроцлав, 2008)
- Oddam wiersze w dobre ręce (1988 – 2010) (Вроцлав, 2010)
- Imię i znamię (Вроцлав, 2011)
- Podaj dalej (Познан, 2012)
- Kochanka Norwida (Вроцлав, 2014)
- Nie dam ci siebie w żadnej postaci (Краков, 2016)

#### Проза
- Zaplecze (Легница, 2002 г.).

## За него
- Jesień już Panie a ja nie mam domu. Eugeniusz Tkaczyszyn Dycki i krytycy, Krakow, Krakowska Alternatywa. 2001, 84 s. (под редакцията на Гжегож Янкович) ISBN 83-88957-02-3
- Pokarmy. Szkice o twórczości Eugeniusza Tkaczyszyna-Dyckiego, Poznan, Wojewódzkiej Biblioteki Publicznej i Centrum Animacji Kultury. 2012, 350 s. (под редакцията на Пьотър Шливински) ISBN 83-62717-53-X
- Hoffmann, K. Dubitatio. O poezji Eugeniusza Tkaczyszyna-Dyckiego, Szczecin, Forma. 2012, 130 s. ISBN 978-83-63316-22-8
- Карагьозов, Панайот. „Еугениуш Ткачишин-Дицки - поезията на пограничията и синтеза.“ Архив на оригинала от 2021-04-15 в Wayback Machine. Литературен вестник, бр. 36 (2017): 13.